# Wiesław Dębski (dziennikarz)
Wiesław Dębski (ur. 18 stycznia 1953 w Wałczu, zm. 18 lipca 2025) – polski dziennikarz, publicysta.

## Życiorys
Ukończył studia z dziedziny politologii na Uniwersytecie im. Adama Mickiewicza w Poznaniu. Był pracownikiem Socjalistycznego Związku Studentów Polskich (1979–1982). W latach 1982–1990 pracował dla „Trybuny Ludu”, był m.in. korespondentem w Moskwie. Po upadku PRL przeszedł do „Trybuny”, której  redaktorem naczelnym był w latach 2005–2006. Zastąpił na tym stanowisku Marka Barańskiego, który po kilku miesiącach powrócił na stanowisko. 14 grudnia 2007 ponownie zmienił Barańskiego, obejmując funkcję redaktora naczelnego dziennika, którą sprawował aż do ukazania się ostatniego numeru.
Przez pewien czas Dębski był niezależnym publicystą i komentatorem. Publikował w „Rzeczpospolitej”, jest częstym gościem w programach TVN24: Skanerze Politycznym i Loży Prasowej, a także w programie Plusy dodatnie, plusy ujemne. Można go także usłyszeć w audycji Śniadanie w Trójce w Programie Trzecim Polskiego Radia. Obecnie współpracuje z portalem Wirtualna Polska, dla którego pisze felietony i przeprowadza wywiady z politykami.
W latach 1976–1990 należał do PZPR, obecnie bezpartyjny. Od 1988 r. był członkiem Stowarzyszenia Dziennikarzy PRL (następnie: RP).